# Christopher St. John
Pour les articles homonymes, voir Saint John.
Christopher St. John est le nom de scène de Frank Tavares Smith Jr., acteur et producteur de cinéma américain né en 1942. Il est le père de Kristoff St. John,.

## Carrière
Il obtient un rôle mineur dans la série télévisée Les Enquêtes de Remington Steele. Il apparaît dans Les Nuits rouges de Harlem, considéré comme le meilleur film de blaxploitation en 1971. 
Il tient le rôle principal de la comédie dramatique Top of the Heap (en), l'année suivante, film qu'il produit et dont il a écrit le scénario, sélectionné en compétition à la Berlinale 1972. 
Il apparaît en 1993 dans le soap opera Les Feux de l'amour, où il joue le rôle du Révérend Greer, avant l'arrivée de son fils dans la série.